# Операция «Тарнеголь-53»
Операция «Тарнеголь-53» (ивр. מבצע תרנגול 53‎, Операция Тарнеголь 53, где ивр. תרנגול‎ — петух, араб. عملية الديك 53‎) — успешная военная операция Армии обороны Израиля в ходе Войны на истощение в 1969 году по похищению у Египта советского радара П-12 «Енисей».
В операции участвовали бойцы разведроты и 50-го батальона парашютно-десантной бригады «Цанханим».

## Исторический фон

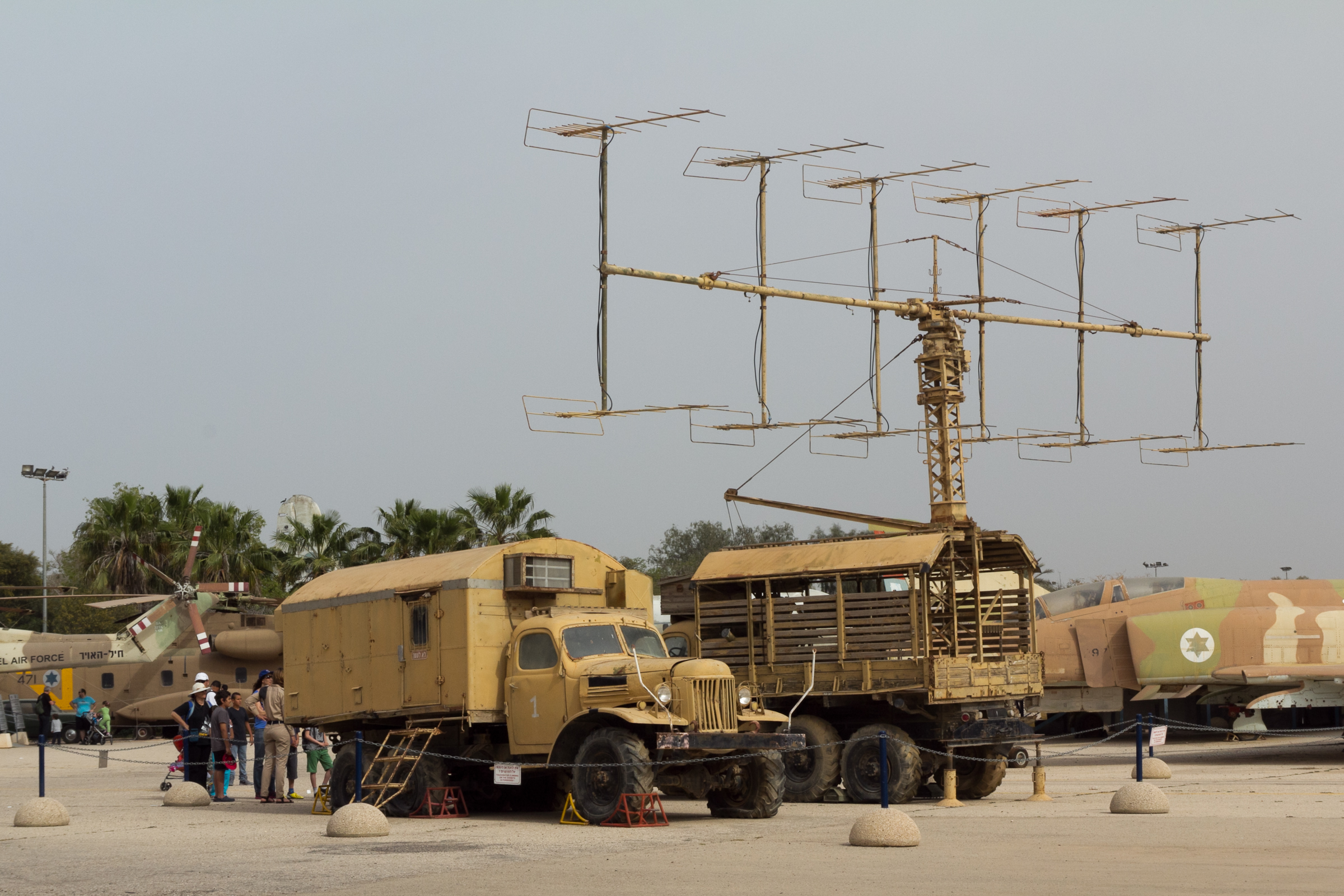
Радар П-12 в музее ВВС Израиля

Начиная с марта 1969 г. Египет начал против Израиля Войну на истощение.
С начала 60-х г. египетские силы ПВО получили ЗРК С-75. Для выдачи целеуказания этим комплексам использовались локаторы дальнего обнаружения П-12 «Енисей» (дальность обнаружения целей — до 250 км, высота обнаружения — до 25 км). Эти радары представляли собой мобильные РЛС метрового диапазона, принятые на вооружение СССР в 1956 г.
22 декабря самолёты «Вотур» обнаружили подозрительный объект в 10-ти км к западу от Рас-Аарб, на западном берегу Суэцкого залива. После дополнительной проверки (израильские ВВС совершили более 300 разведывательных полётов) выяснилось, что это локатор.

## Планирование операции
22 декабря 1969 г. сержант Рами Шалев и ст. лейтенант Ехиэль Хальор из отдела расшифровки аэрофотоснимков предложили смелую идею: локатор можно захватить и вывезти в Израиль для досконального изучения и выработки мер противодействия. Захват был возможен, потому что египтяне, в погоне за скрытностью, расположили станцию на отшибе, в удалении от основных позиций войск. Предложение было поддержано руководством израильских ВВС.
Предварительный план был разработан начальником оперативного отдела штаба ВВС генерал-майором Давидом Иври.
Общее руководство операцией было поручено генерал-майору Рафаэлю Эйтану. Он для выполнения выбрал 50-й десантный батальон НАХАЛЬ, входящий в состав 35-й парашютно-десантной бригады полковника Хаима Наделя, и разведроту этой бригады («саерет-цанханим»). Привлечение НАХАЛЬ объяснялось ещё и тем, что бригада формировалась из сельской молодёжи, привычной к полевой работе с машинами и инструментами. Среди десантников было несколько солдат, умеющих пользоваться резаком-автогеном.

## Подготовка к операции
25 декабря 1969 года началась практическая подготовка к операции «Тарнеголь-53», которая должна была начаться 26-го. Поспешность была связана с желанием генштаба не упустить редкий случай захватить РЛС.
Основным моментом учений десанта была атака на модель локатора и отсоединение вагончиков от шасси грузовика ЗИЛ.
Все было готово к началу операции через 48 часов после начала подготовки.
Среди десантников были, в основном, офицеры и наиболее подготовленные солдаты. Учения лётчиков состояли из подъёма «Ясъурами» (CH-53) вагончиков и полётов с ними вокруг базы.

## Развитие операции

### Операция прикрытия
Было решено, что самолёты ВВС отвлекут внимание египтян бомбёжкой их позиций в районе установки.

### Захват радара
Операция началась 26 декабря в 9 часов вечера. ВВС нанесли удар по позиции египтян. Под этим прикрытием три вертолёта Супер Фрелон с десантниками на борту незаметно для египтян сели в шести километрах от станции.
Три группы десантников совершили марш-бросок к позиции станции, чтобы разобрать радиолокатор и погрузить его на вертолёты. Два СН-53 ждали своего часа на израильской стороне Суэца, занятой им в ходе Шестидневной войны.
Египтян удалось захватить врасплох, в числе прочего, из-за шума электрогенератора станции, скрывавшего приближение десантников. Немногочисленная охрана и расчёт не смогли оказать достойного сопротивления. Двое египтян погибли в перестрелке. Прижатые к земле авианалётами соседние египетские части не оказали им поддержки.
Подавив сопротивление, часть группы приступила к отсоединению вагончиков от ЗИЛов. Демонтаж РЛС закончился 27 декабря в 02:43 — тогда вертолётам было послано сообщение о готовности к погрузке.

### Эвакуация
Разрезав автогеном крепёжные скобы, израильтяне демонтировали обе части радиолокационной станции: аппаратную и антенно-мачтовое устройство РЛС, и на внешней подвеске двух тяжёлых вертолётов перевезли на Синай. Вес груза превышал допустимый для этих вертолётов, поэтому перевозка сопровождалась большими трудностями, однако закончилась вполне благополучно.
Вместе со станцией был захвачен в плен и похищен её расчёт. В руки израильтян попала и документация станции.
Десант заминировал остатки позиции станции и в полном составе двинулся к месту, откуда их должны были эвакуировать. Вертолёты с десантниками вылетели на Синай и приземлились там 27 декабря в 04:35.

## Итог операции
Исправная советская РЛС П-12 была доставлена в Израиль, и подверглась тщательному изучению. Командир оперативного подразделения HLA в 1969 году подполковник Виктор Франко заявил что радар не несёт большой ценности. Инженер-электронщик Элияху Ицхаки заявил по поводу радара П-12: «Мы хорошо их знали. Как молодой офицер в подразделении, я был одним из членов экипажа, который инспектировал радар на базе Сиркин. В этом не было ничего нового, чего бы мы не знали. Американцы брали его у нас надолго, но не для того, чтобы изучить его свойства, а чтобы сделать точные его копии в учебных целях. Рейд имел огромное пропагандистское и политическое значение, но в области радиоэлектронной борьбы не имел никакого значения».
Одна из наиболее успешных спецопераций АОИ за все время Войны на истощение.